# جون هاربر
جون هاربر (بالإنجليزية: John Harper)‏ هو سياسي أمريكي، ولد في 8 مارس 1825 في غلاسكو في المملكة المتحدة، وتوفي في 31 ديسمبر 1874 في دنفر في الولايات المتحدة.